# Olivia Cooke

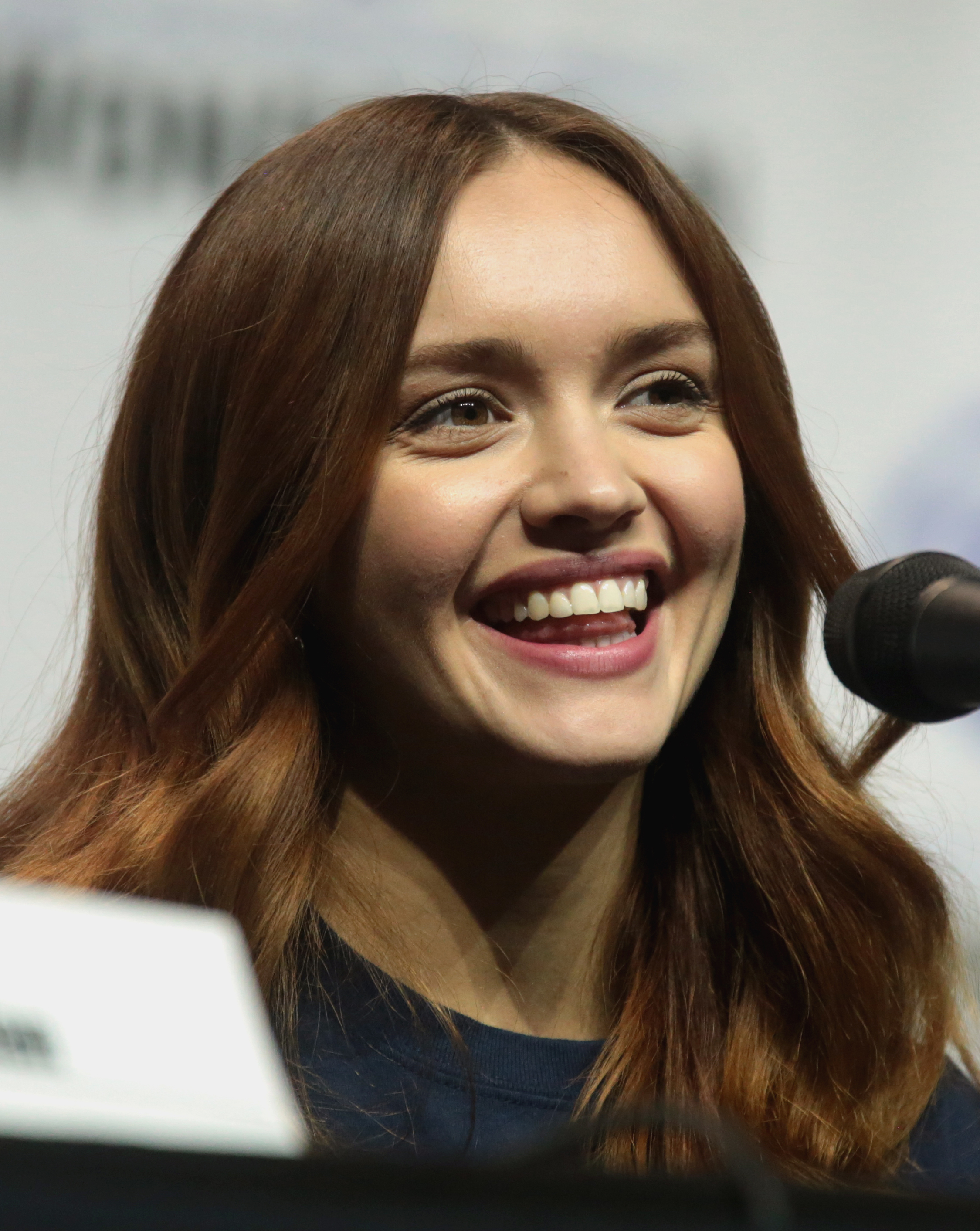
Olivia Cooke (2018)

Olivia Kate Cooke (* 27. Dezember 1993 in Manchester, England) ist eine britische Schauspielerin. Bekannt wurde sie vor allem durch die Rolle der Emma Decody in der US-amerikanischen Fernsehserie Bates Motel. Sie spielt außerdem die Hauptrolle Alicent Hohenturm in dem Game-of-Thrones-Prequel House of the Dragon.

## Leben
Cooke wuchs in Oldham im Großraum Manchester auf. Nach der Scheidung ihrer Eltern, eines pensionierten Polizisten und einer Außendienstmitarbeiterin, wuchs sie mit ihrer jüngeren Schwester Eleonor bei ihrer Mutter auf.
In jungen Jahren betätigte sich Cooke mit Ballett und Turnen und begann als 8-Jährige mit dem außerschulischen Schauspiel in Arbeitsgemeinschaften. Seit 2012 tritt sie als Fernseh- und Filmschauspielerin in Erscheinung.
Kurz nach ihrer ersten großen Schauspielrolle im Film The Quiet Ones (2014) suchte sie sich eine US-amerikanische Agentur, welche ihr die Rolle der Emma Decody neben ihrem britischen Landsmann Freddie Highmore in der Serie Bates Motel beschaffte.
Im Jahr 2015 war sie im Film Ich und Earl und das Mädchen (Originaltitel: Me and Earl and the Dying Girl) zu sehen. In der britischen Fernsehserie Jahrmarkt der Eitelkeiten, einer Adaption des gleichnamigen Romans von William Makepeace Thackeray, spielte Cooke die Hauptrolle als Waise Becky Sharpe, die vom gesellschaftlichen Aufstieg durch Heirat träumt. Aktuell ist sie in der Rolle als Königin Alicent Hohenturm in der HBO-Serie House of the Dragon zu sehen.

## Privat
Seit 2016 ist sie mit Christopher Abbott liiert.

## Filmografie
- 2012: Blackout (Miniserie, 3 Folgen)
- 2012: The Secret of Crickley Hall (Miniserie, 3 Folgen)
- 2013–2017: Bates Motel (Fernsehserie, 44 Folgen)
- 2014: The Signal
- 2014: Ruby’s Skin (Kurzfilm)
- 2014: The Quiet Ones
- 2014: Ouija – Spiel nicht mit dem Teufel (Ouija)
- 2015: Ich und Earl und das Mädchen (Me and Earl and the Dying Girl)
- 2015: Axe Cop (Fernsehserie, Folge 2x09, Stimme)
- 2016: The Limehouse Golem
- 2016: Katie Says Goodbye
- 2017: Vollblüter (Thoroughbreds)
- 2018: Ready Player One
- 2018: So ist das Leben – Life Itself (Life Itself)
- 2018: Jahrmarkt der Eitelkeiten (Vanity Fair) (Fernsehserie, 7 Folgen)
- 2019: Sound of Metal
- 2019: Modern Love (Fernsehserie, 2 Folgen)
- 2020: Little Fish
- 2020: Pixie – Mit ihr ist nicht zu spaßen (Pixie)
- 2021: Naked Singularity
- 2022: Fireheart (Stimme)
- 2022: Slow Horses – Ein Fall für Jackson Lamb (Slow Horses, Fernsehserie, 3 Folgen)
- seit 2022: House of the Dragon (Fernsehserie)
- 2023: The Darkest Truth – Im Schatten der Wahrheit (The Good Mother)